# Norbu Wangzom
Norbu Wangzom est une femme politique du Bhoutan, membre de Assemblée nationale (Bhoutan) la chambre basse du Parlement bicaméral du Bhoutan, depuis octobre 2018. Elle y avait siégé auparavant, de 2008 à 2013.

## Études
Elle a obtenu le grade universitaire baccalauréat universitaire en sciences (BSc) (en  France, ce qui correspond à la licence) en France en suivant ses études au Sherubtse College, implanté à Kanglung  dans le district de Trashigang, l'un des vingt dzongkhags qui constituent le Bhoutan. Le collège Sherubtse a été le premier collège accrédité au Bhoutan. Il avait été fondé en 1966 par un groupe de jésuites sous la direction de William J. Mackey. Le principe qui a influencé le développement d'un système universitaire était la priorité du gouvernement pour un développement équitable . En 2003, il a été intégré dans l'Université royale du Bhoutan, qui a englobé toutes les écoles postsecondaires publiques du Bhoutan. Cette université a été créée pour consolider la gestion de l'enseignement supérieur au Bhoutan. C'est dans l' université décentralisée du collège d'ingénierie sous l'Université Royale du Bhoutan à Rinchending, Phuntsholing, que  Norbu Wangzom fut étudiante.

## Carrière politique
Norbu Wangzom a été élue à l' Assemblée nationale du Bhoutan en qualité de candidate du DPT (dirigé par l'ancien premier ministre Jigme Yehse Thinley), dans la circonscription de Jomotshangkha Martshala, lors des élections à l' Assemblée nationale du Bhoutan en 2008 . Elle a obtenu  4 008 voix votes en  battant Pelzang Wangchuk , une candidate du  PDP dont le fondateur est Sangay Ngedup, ancien premier ministre et ancien ministre de l'Agriculture.
Lors des élections de 2013, Norbu Wangzom s'était représentée au siège de l' Assemblée nationale du Bhoutan en qualité de candidate du DPT, mais elle n'a recueilli que 2 458 voix  voix et a donc perdu son siège face au même adversaire Pelzang Wangchuk.
En 2018, Norbu Wangzom  a été réélue à l' Assemblée nationale du Bhoutan en qualité de candidate du DPT en se présentant dans la circonscription de Jomotshangkha Martshala lors des élections à l' Assemblée nationale du Bhoutan en 2018 . Elle a reçu  4 372 voix et a battu Ugyen Dorji, un candidat du DNT .